# La Roche-Vineuse
La Roche-Vineuse és un municipi francès situat al departament de Saona i Loira i a la regió de Borgonya - Franc Comtat. L'any 2009 tenia 1.413 habitants.

## Història
| Data d'elecció                           | Identitat         | Partit | Qualitat |
| ---------------------------------------- | ----------------- | ------ | -------- |
| 1945-1953                                | Edmond Mangematin |        |          |
| 1953-1965                                | Jacques Pacros    |        |          |
| 1965-1971                                | William Margueron |        |          |
| 1971-1977                                | Raymond Journet   |        |          |
| 1977-1989                                | Louis Plassard    |        |          |
| 1989-1995                                | Philibert Foulon  |        |          |
| 1995-                                    | Bernard Desroches |        |          |
| les dades anteriors no són pas conegudes |                   |        |          |
|                                          |                   |        |          |

## Demografia
| A partir de 1990: Població sense dobles comptes |